# Тыреска
Ты́реска  (эст. Tõreska), ранее также Те́реска (эст. Tereska) — деревня на севере Эстонии в волости Куусалу, уезд Харьюмаа. 

## География и описание
Расположена в 53 километрах к востоку от Таллина. Высота над уровнем моря — 90 метров. 
Климат умеренный. Официальный язык — эстонский. Почтовый индекс — 74617.

## Население
В переписи населения 2021 года число жителей Тыреска не указано в связи с конфиденциальностью данных.
По данным переписи населения 2011 года, в деревне проживали 8 человек, все — эстонцы.
По данным переписи населения 2000 года, в деревне было 4 жителя.

## История
В 1862 году упоминается полумыза Терреска (Terreska). Она была отделена от мызы Фонал (нем. Fonal, Вохнья, эст. Vohnja mõis). В 1920-х годах, после земельной реформы, на землях мызы возникло поселение Тыреска, с 1940-х годов официальная деревня. В 1950—1960-х годах, в связи с созданием советского танкового военного полигона, деревня была упразднена и присоединена к деревне Суру; восстановлена в 1997 году.

## Комментарии
1. ↑  Эстонские топонимы, оканчивающиеся на -а, не склоняются и не имеют женского рода (исключение — Нарва)[8].